# گیسلین گیمبرت
گیسلین گیمبرت (انگلیسی: Ghislain Gimbert؛ زادهٔ ۷ اوت ۱۹۸۵) بازیکن فوتبال اهل فرانسه است.
از باشگاه‌هایی که در آن بازی کرده‌است می‌توان به باشگاه فوتبال ونس، باشگاه فوتبال زولته وارخم، باشگاه فوتبال لو آور، و باشگاه فوتبال تروا اشاره کرد.